# 绩溪北站
绩溪北站位于中国安徽省宣城市绩溪县华阳镇龙川大道与徽山大道交汇处，距离县城1公里。车站隶属于上海铁路局，于2015年6月28日随合福客运专线开通而启用，2018年接入杭黄客运专线，2024年接入宣绩高速铁路。

## 车站结构

### 站房
绩溪北站站房占地面积11988平方米，是合福高铁全线规模最大的县级站。站房外立面以“古徽新韵、和谐盛世”为主题，并在屋顶设有回形纹，斗拱等部件，体现徽派建筑特色。候车室位于站房中部，分为一、二两层。
- 售票处
- 候车室
- 候车室2楼
- 检票口2

### 站场
绩溪北站共设5台14线，分为合福和杭黄两场。其中杭黄场下行设有通往合福客运专线的联络线。
| 1F   | 侧式站台 | 侧式站台                              |
| 1F   | 8站台    | 合福客运专线 往合肥北城方向（旌德站） |
| 1F   | 通过线   | 合福客运专线 上行列车通过线           |
| 1F   | 通过线   | 合福客运专线 下行列车通过线           |
| 1F   | 7站台    | 合福客运专线 往福州方向（歙县北站）   |
| 1F   | 岛式站台 |                                       |
| 1F   | 6站台    | 合福客运专线 往福州方向（歙县北站）   |
| 1F   | 通过线   | 宣绩高速铁路 往宣城方向（宁国南站）   |
| 1F   | 5站台    | 杭黄客运专线 上行列车通过线           |
| 1F   | 岛式站台 |                                       |
| 1F   | 4站台    | 杭黄客运专线 往杭州南方向（三阳站）   |
| 1F   | 通过线   | 杭黄客运专线 上行列车通过线           |
| 1F   | 通过线   | 杭黄客运专线 下行列车通过线           |
| 1F   | 3站台    | 杭黄客运专线 往黄山北方向（歙县北站） |
| 1F   | 岛式站台 |                                       |
| 1F   | 2站台    | 杭黄客运专线 往黄山北方向（歙县北站） |
| 1F   | 通过线   | 宣绩高速铁路 下行列车通过线           |
| 1F   | 1站台    | 杭黄客运专线 往黄山北方向（歙县北站） |
| 1F   | 侧式站台 |                                       |
| 站房 | 2F       | 候车室、检票口2                       |
| 站房 | 1F       | 出站口、进站口、售票、候车、检票口1   |